# 原田啓介
原田 啓介（はらだ けいすけ、1958年12月6日 - ）は、日本の政治家。元大分県日田市長（3期）。

## 来歴
日田市立月隈小学校、日田市立東部中学校卒業。1977年（昭和52年）3月、東海大学附属第五高校（現・東海大学付属福岡高等学校）卒業。
1994年（平成6年）、日田市で同市出身の筑紫哲也を学長に据えた市民大学「自由の森大学」が開校する。原田は開校した年の4月から1996年（平成8年）3月まで自由の森大学の実行委員長を、同年4月から2003年（平成15年）5月までは事務局長を務めた。
2003年（平成15年）7月13日に行われた日田市長選挙に出馬するも現職の大石昭忠に僅差で敗れる（大石：17,303票、原田：15,932票）。
2007年（平成19年）の日田市長選挙には出馬せず、新人の佐藤陽一の応援に回る（佐藤は当選）。
佐藤と袂を分かち、2011年（平成23年）7月10日に行われた日田市長選挙に出馬。現職の佐藤を破り初当選を果たした（原田：19,338票、佐藤：17,643票）。8月5日、市長に就任。
2015年（平成27年）、2期目の当選。
2019年（令和元年）7月の市長選挙には、原田のほか、元厚生省職員の椋野美智子ら2候補が出馬したが、僅差で3選を果たした（原田：14,675票、椋野：14,016票）。
2023年（令和5年）7月の市長選挙には、原田のほか、前回に引き続き椋野と前日田市議会議員の佐藤功が出馬し、原田は椋野に大差で敗れた（椋野 : 15,893票、原田 : 8,746票、佐藤 : 5,019票）。

## 市政
- 2020年（令和2年）6月、新型コロナウイルス対策の財源に充てるため、自身の7月から2021年（令和3年）9月までの月額給与を10％減額する条例案を市議会定例会に提出した。副市長と教育長についても10％減額する[9]。6月26日、同条例案は可決された[10]。
- 2023年（令和5年）1月1日、性的少数者（LGBTなど）のカップルを婚姻に相当する関係にあると認める「パートナーシップ宣誓制度」を導入した[11]。